# Movimento eugênico brasileiro
O movimento eugênico brasileiro foi um movimento racista e pseudocientífico do início do século XX, a que setores da intelectualidade e das elites políticas brasileiras aderiram com entusiasmo, o que possibilitou a institucionalização do movimento eugênico no Brasil e a publicação de um grande número de livros, teses acadêmicas e artigos em revistas e jornais de grande circulação, inclusive com a publicação de um periódico próprio, o Boletim de Eugenia. Apesar de apresentar características próprias, adaptadas à realidade social e ao conhecimento científico brasileiro, esse movimento ocorreu seguindo o interesse pela eugenia em países como Estados Unidos, Alemanha, Inglaterra e França.
Para as elites brasileiras, a eugenia era um símbolo de modernidade, uma ferramenta científica capaz de colocar o Brasil no trilho do progresso e do tão sonhado "concerto das nações". Entre os temas mais tratados pelos eugenistas brasileiros estavam a educação higiênica e sanitária, a seleção de imigrantes, a educação sexual, o controle matrimonial e da reprodução humana e debates em torno da miscigenação, branqueamento e a regeneração racial.
Em linhas gerais, o movimento eugênico brasileiro manteve forte relação com as campanhas sanitárias e educacionais, tendo entre os principais entusiastas figuras prestigiadas da intelectualidade do período, mobilizando médicos, políticos e educadores, como Belisário Penna, Levy Carneiro, Renato Ferraz Kehl,  Miguel Couto, Ernani Lopes, J. Porto-Carrero, Murilo de Campos, Heitor Carrilho, Fernando de Azevedo, entre outros. Constituindo-se como um movimento polissêmico, difundiu-se principalmente em perspectivas de caráter “preventivo” e “positivo”, relacionadas às questões sanitárias e educacionais. Contudo, ideias mais radicais, como propostas de esterilização e segregação, também fizeram parte do debate eugênico brasileiro, mobilizando intelectuais engajados no debate da ciência eugênica no cenário nacional da época. Vale destacar a atuação do médico e eugenista Renato Ferraz Kehl, figura central na divulgação da eugenia no país, responsável pela criação da pioneira Sociedade Eugênica de São Paulo, em 1918, tornando-se um dos principais divulgadores da eugenia no Brasil e publicando inúmeros livros sobre a temática. No final dos anos vinte, Kehl intensificou a difusão de propostas mais atreladas a orientações “negativas”, ao estilo das preconizadas no norte da Europa e nos Estados Unidos; dentre suas iniciativas, destaca-se a criação do "Boletim de Eugenia", publicação dedicada à propaganda eugênica, periódico que se manteve em circulação entre os anos de 1929 e 1933, tornando-se um porta-voz de ideias e proposições mais severas e menos inclinadas em admitir a importância e centralidade das medidas educacionais e sanitárias nos propósitos mais amplos da ciência eugênica. Embora o modelo de eugenia desenvolvido no Brasil tenha sido menos radical do que aquele divulgado nos Estados Unidos e em países do norte da Europa, setores do movimento eugênico brasileiro defenderam medidas mais extremas, como é possível perceber nas polêmicas em torno da esterilização eugênica, da seleção de imigrantes e das posições divergentes sobre a valorização do "mestiço brasileiro".
Dentre as principais fontes para o estudo da eugenia no Brasil, destacam-se os conjuntos documentais formados pelos "Annaes de Eugenia" (1919), publicação reunindo as atividades e conferências da Sociedade Eugênica de São Paulo; as "Actas e Trabalhos" do Primeiro Congresso Brasileiro de Eugenia (1929), sob os auspícios do influente presidente da Academia Nacional de Medicina (ANM), Dr. Miguel Couto; o "Boletim de Eugenia" (1929-1933), criado por Kehl para dar novo fôlego à "cruzada eugênica" no Brasil; e os "Archivos Brasileiros de Hygiene Mental", periódico criado em 1925, uma publicação da Liga Brasileira de Higiene Mental (LBHM). Os "Archivos Brasileiros de Hygiene Mental" eram o órgão oficial de difusão e propaganda dos princípios da Liga Brasileira de Higiene Mental e seu instrumento de intercâmbio científico em escala nacional e internacional.

## Histórico

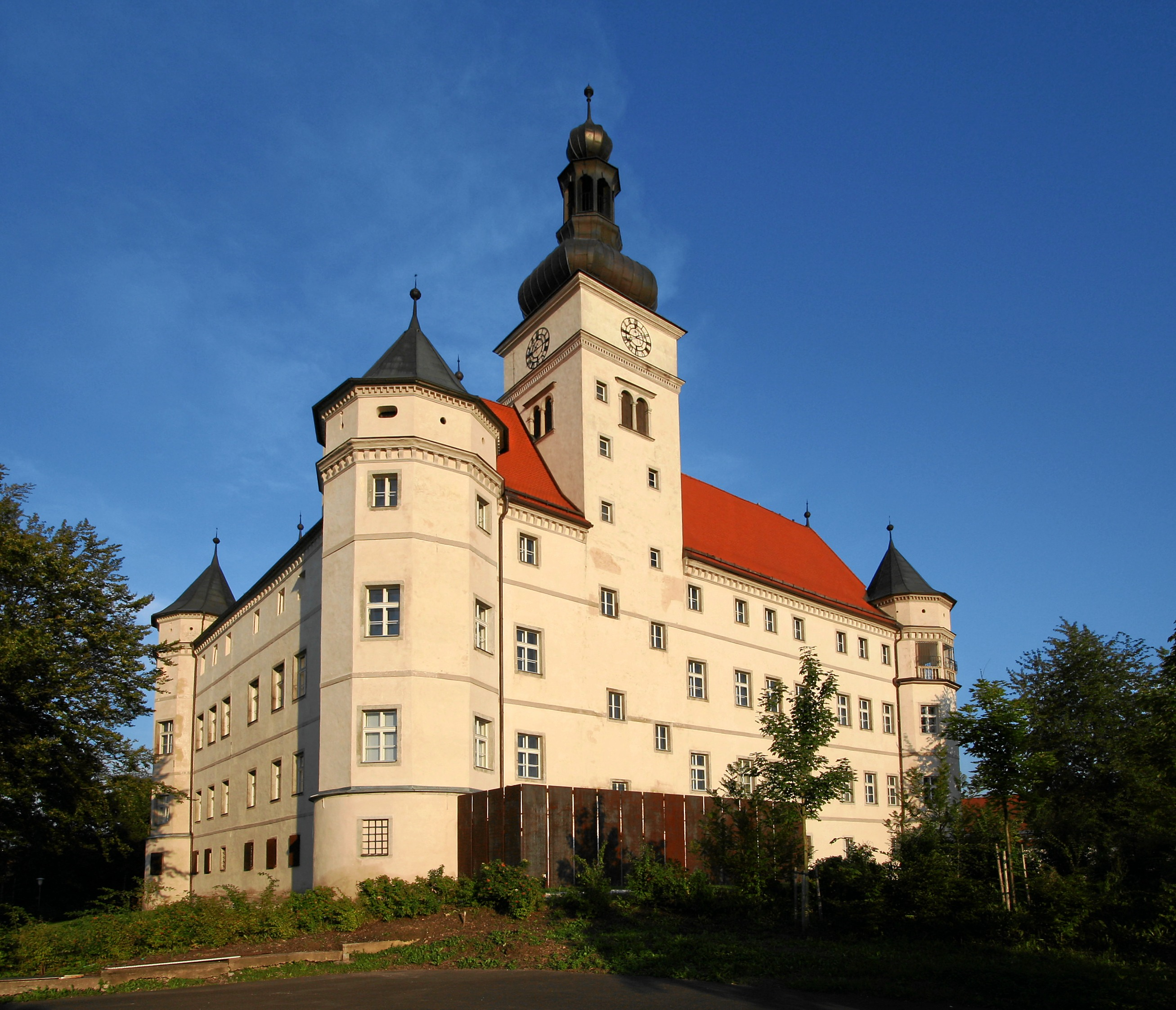
Centro Hartheim de eutanásia na Áustria - Eugenia da era nazista.

As primeiras publicações sobre eugenia apareceram no Brasil em meados dos anos 1910, a partir de artigos publicados na imprensa do centro do país e em teses acadêmicas, especialmente em Faculdades de Medicina do Rio de Janeiro, São Paulo e Bahia. Ainda em 1918 foi fundada a Sociedade Eugênica de São Paulo, a primeira do gênero da América Latina. Sob a liderança de Renato Ferraz Kehl, o principal entusiasta da eugenia no Brasil, a Sociedade reuniu mais de uma centena de associados, a maioria formada por médicos de São Paulo e do Rio de Janeiro.
Até a data de sua morte (1974), ele defendeu a pertinência da eugenia como o remédio para os vários males da sociedade brasileira.
Durante os anos 1920, o Movimento Eugênico Brasileiro se organizaria em torno de outras instituições, como foi o caso da Liga Brasileira de Higiene Mental, instituição que incorporou o ideário eugênico com bastante interesse. Em 1929, o movimento se fortaleceria ainda mais com a criação do Boletim de Eugenia, periódico fundado e dirigido por Renato Ferraz Kehl, o incansável divulgador da eugenia no Brasil e na América Latina. Neste mesmo ano seria realizado o Primeiro Congresso Brasileiro de Eugenia, organizado em comemoração ao centenário da Academia Brasileira de Medicina.
Presidido pelo médico legista e antropólogo Edgard Roquette-Pinto e secretariado por Renato Ferraz Kehl, o evento ficou marcado como um dos principais congressos de eugenia da América Latina, tendo reunido importantes figuras da comunidade intelectual brasileira e latino-americana. No início dos anos 1930, no auge das discussões sobre controle eugênico da imigração, dos matrimônios e da natalidade, eugenistas brasileiros fundariam a Comissão Central Brasileira de Eugenia, com o objetivo de assessorar o governo e as autoridades públicas em assuntos relacionados ao aperfeiçoamento eugênico da população.

## Pesquisadores brasileiros[10]

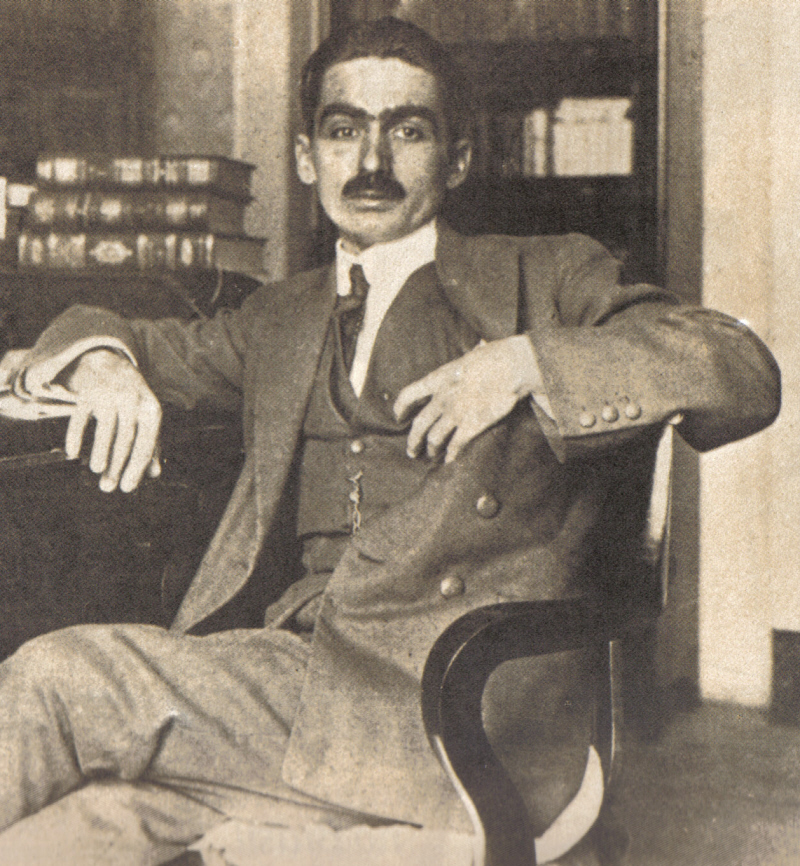
Monteiro Lobato

A historiadora Nancy Stepan foi uma das primeiras pesquisadores a fazer uma análise geral sobre a eugenia da América Latina. Seus estudos apontam para o fato de que "a forte mestiçagem inviabilizaria o Brasil como nação", segundo os padrões de eugenia americanos e europeus, que advogavam a existência de uma raça ariana superior, sem mistura de raças.
Entre os eugenistas brasileiros que mais se empenharam na organização e divulgação do movimento no Brasil se encontram Renato Kehl, Monteiro Lobato (1882-1948), Belisário Penna (1868-1939), Octávio Domingues e Edgard Roquette-Pinto (1884-1954). Importante assinalar a participação, que se destacava do ideário do movimento eugenista, de intelectuais/educadores como Belisário Penna, Roquette-Pinto e Juliano Moreira. Tanto a ideia de "branqueamento" ou de "crítica à miscigenação", para não mencionarmos outros pressupostos abertamente racistas do movimento, estavam ausentes do corpo central do pensamento e da ação pública desses .